# Mobius Final Fantasy
Mobius Final Fantasy (メビウスファイナルファンタジー, Mebiusu Fainaru Fantajī) é um jogo eletrônico de RPG desenvolvido e publicado pela Square Enix para aparelhos celulares iOS e Android e posteriormente também para Microsoft Windows. Ele foi lançado no Japão em junho de 2015 e no resto do mundo em agosto de 2016. Na história, o jogador controla o Guerreiro da Luz, um homem que acorda no mundo de Palamecia com amnésia e deve ajudar conquistar as forças sombrias que estão atacando a população. O jogo incorpora elementos de jogabilidade e temas recorrentes de jogos anteriores da série Final Fantasy, como um sistema de nivelamento e uma história sobre a luta entre luz e escuridão.
O jogo começou seu desenvolvimento em 2013 ao redor do conceito de um título móvel de nível similar aos jogos lançados para consoles: este objetivo gerou ceticismo tanto de fontes exteriores quanto de membros da equipe. A maior parte do processo de desenvolvimento foi realizado pela própria Square Enix, apesar de alguns elementos terem sido terceirizados. Vários membros da equipe de jogos Final Fantasy anteriores envolveram-se na produção, incluindo o produtor Yoshinori Kitase, o roteirista Kazushige Nojima, os artistas Toshiyuki Itahana e Shintaro Takai, e o compositor Mitsuto Suzuki.
O jogo registrou mais de dois milhões de usuários dentro de suas primeiras semanas após o lançamento. A Square Enix citou Mobius Final Fantasy como um de seus títulos móveis mais bem sucedidos de 2015. O número de usuários chegou em três milhões no Japão antes do fim do ano. O lançamento internacional chegou em um milhão de jogadores dentro de uma semana e três milhões em menos de um mês. Os gráficos e jogabilidade foram elogiados pelos críticos, porém alguns acharam que a experiência geral do combate era "simples".

## Jogabilidade

O sistema de batalha, mostrando embaixo a vida e energia do personagem. Em cima estão os ícones de habilidades e Elementos.

Mobius Final Fantasy é um RPG eletrônico projetado para celulares. O jogador controla o protagonista Guerreiro da Luz enquanto navega pelo mundo de Palamecia. Os jogadores podem customizar as especificações, qualidade gráfica e ajustar os controles para sua mão dominante. Durante a navegação no mapa de jogo, o jogador toca em uma localidade e os personagens viajam até aquele lugar. O jogador também pode controlar o personagem diretamente dentro de algumas áreas independentes. Também é possível navegar pelo mundo usando um sistema de viagem rápida, destravado progressivamente enquanto o jogador avança pela história principal. Muitos dos elementos de jogabilidade como o sistema de nivelamento e a exploração são bem similares à títulos anteriores da série Final Fantasy para os consoles.
Mobius possui um sistema de batalha tático baseado em turnos, com o jogador podendo ativar ataques ao tocar inimigos na tela. É possível usar ataques padrão com armas de curto alcance como espadas e também ataques mágicos. O jogador durante o combate acumula Elementos, que são necessários para ativar Habilidades, a forma de monstros convocáveis do jogo. Uma telha aparece na tela quando a ativação está pronta e o jogador a toca para iniciar a Habilidade. Estas possuem diferentes atributos: a Habilidade Shiva lança um ataque de gelo, já a Habilidade Chocobo Gordo aumenta a defesa por oito rodadas enquanto cura o jogador automaticamente. Elementos também podem ser usados pelo jogador a fim de aumentar sua resistência contra ataques elementais. Se a fraqueza de um inimigo é atingida um número suficiente de vezes, seu "indicador de quebra" será drenado e ele ficará enfraquecido, permitindo que o jogador ataque livremente.
O jogador começa com a classe de Cavaleiro de Cebola. Cada classe pode subir de nível preenchendo um painel de perícias usando itens especiais de "sementes" coletados em batalha. A classe irá evoluir assim que o painel for completado, como o Cavaleiro de Cebola evoluindo para a classe de Guerreiro. A aparência do personagem será alterada até certo ponto a medida que as classes mudam e evoluem. As classes de Assassino, Samurai e Mago Vermelho foram adicionados na atualização do Capítulo Dois. Uma funcionalidade multijogador foi adicionada em fevereiro de 2016, permitindo que até quatro jogadores enfrentassem chefões juntos.

## Enredo
O Guerreiro da Luz acorda no mundo estrangeiro de Palamecia sofrendo de uma amnésia. Ele é um dos vários "Vazios", pessoas levadas para Palamecia vindas de outros mundos e sofrendo de amnésia. Este mundo está sob ataque dos exércitos do "Caos", com o Guerreiro devendo cumprir uma profecia de que Palamecia seria libertada da escuridão por um dos Vazios. O Guerreiro recebeu o auxílio em sua jornada da princesa Sarah Lotte Cornelia e de Mog, um moogle que se voluntaria para participar.
O segundo capítulo da história leva o Guerreiro e Mog a se aventurarem no deserto de Ishtar e no Templo da Runa. O terceiro capítulo faz o Guerreiro viajar para se encontrar com Sarah, que está esperando em seu castelo quando é atacada e mantida em cativeiro pelos exércitos do Caos. O Guerreiro então recebe a tarefa de salvar a princesa e lutar contra o imenso poderio dos gigantes do Caos.
O quarto capítulo primeiro coloca o Guerreiro e Sarah em uma aventura para encontrar "Runa da Terra" a fim de tirá-la do alcance do Caos. No quinto capítulo, o Guerreiro precisa encontrar a fonte de uma luz que pode lhe dar a força para conquistar o Caos.

## Desenvolvimento
O conceito de Mobius era uma experiência portátil comparável aos jogos para consoles. Ainda não tinha sido produzido um jogo para celulares equivalente aos consoles, mesmo isso sendo possível, então o produtor Yoshinori Kitase procurou preencher esse aparente buraco no mercado. Este foi considerado o primeiro título móvel da série Final Fantasy dessa escala. A maior parte do desenvolvimento e dos trabalhos conceituais foram realizados pela Square Enix, apesar de algumas artes e gráficos terem sido terceirizados. A equipe de produção foi composta principalmente de veteranos dos jogos de console Final Fantasy em vez de um time totalmente novo dedicado aos celulares. A equipe incluía Kitase e o roteirista Kazushige Nojima. A história é conectada ao Final Fantasy original através de seu foco em "guerreiros da luz" lutando contra o caos e a escuridão; apesar disso, Mobius não é uma recriação ou diretamente relacionado ao enredo do original. A equipe considerou o jogo como um título normal da série em vez de um spin-off. Nojima afirmou após o lançamento japonês de Mobius que a narrativa do jogo era muito volumosa para uma experiência portátil.
O desenvolvimento começou em 2013 e gerou ceticismo por parte tanto dos funcionários da Square Enix quanto pelos gerentes de suas futuras plataformas, que estavam acostumados com jogos para celulares principalmente bidimensionais. Um dos problemas citados pelo líder de projeto Naoki Hamaguchi foi criar expressões faciais realistas equivalentes às usadas no filme Frozen. A equipe empregou o motor de jogo Unity no desenvolvimento. O jogo foi atualizado em 2015 quando a Unity Technologies atualizou seu motor para a Unity 5. Os desenvolvedores precisaram levar em conta as diferenças entre diversos modelos de aparelhos celulares a fim de permitir uma performance de alto nível. Um ambiente e estrutura especiais de desenvolvimento foram criados com o objetivo de auxiliar o desenvolvimento e superar quaisquer possíveis dificuldades relacionadas à Unity. A equipe usou uma renderização baseada em física para poder criar a iluminação e os efeitos ambientais. Os produtores tinham restrições sobre o número de funcionários e estavam relutante em comprar ferramentas de auxílio já que orçamento era bem inferior àquele de títulos de console graficamente equivalentes; apenas uma pessoa trabalhou em todos os fundos do jogo enquanto três ficaram encarregadas do desenho de personagens. Os desenvolvedores empregaram a experiência adquirida durante a produção de Final Fantasy XIII e assim foram capazes de criar gráficos de alta qualidade dentro das restrições de dispositivos móveis.
Os personagens foram desenhados por Toshiyuki Itahana. O artista criou o Guerreiro da Luz para ser um personagem de fantasia heroico que ao mesmo tempo se encaixava dentro mas não conformava-se com títulos Final Fantasy anteriores. Ele e outros desenhistas criaram diversos figurinos para as diferentes classes a fim de aprofundar o mundo fantástico. Algumas mudanças foram feitas na roupa inicial do personagem depois de sua revelação pública; o figurino do Cavaleiro de Cebola foi ajustado para cobrir mais o corpo depois de uma recepção negativa por parte dos jogadores sobre o quanto de pele estava exposta. Os ambientes foram criados por Takako Miyake, que anteriormente tinha trabalhado em jogos Final Fantasy dos consoles. Ela não mudou seu estilo para Mobius: todos os ativos foram desenhados em alta definição e tiveram apenas pequenos ajustes quando foram levados para o ambiente portátil. Os efeitos visuais ficaram com o veterano da empresa Shintaro Takai, cuja principal preocupação foi garantir que o jogo não ficasse mais lento durante os efeitos de combates mais rebuscados.

### Música
A música de Mobius foi composta por Mitsuto Suzuki, que anteriormente já tinha trabalhado nas trilhas de The 3rd Birthday, Final Fantasy XIII-2 e Lightning Returns: Final Fantasy XIII. Sua primeira impressão do jogo foi de um mundo totalmente novo que manteve elementos nostálgicos dos primeiros títulos da série, algo que ele tentou incorporar na música: um peça que seguiu esse pensamento foi a reorquestração de um tema clássico "Prelude". Suzuki precisava criar novas faixas para cada atualização, o que lhe adicionou mais pressão para criar músicas que agradassem o jogador. Um conceito presente desde os estágios iniciais foi que a música de batalha mudaria dependendo da classe utilizada pelo jogador: o compositor criou um tema de batalha inicial que serviu de base para todas as outras composições, adicionando elementos como eletrônicos e corais para dar variedade para as faixas derivadas. A maioria dos corais foi feita com sintetizadores, como por exemplo no tema principal. Suzuki também precisou remixar músicas clássicas da série, como o tema "Chocobo", e peças específicas de outros títulos Final Fantasy para que pudessem tocar durante eventos especiais dentro do jogo. O compositor estimou que criou entre quarenta e cinquenta faixas para Mobius. A música foi gravada no Red Bull Studios em Tóquio.

## Lançamento
O título original do jogo era Mevius Final Fantasy, com sua marca tendo sido registrada pela Square Enix em outubro de 2014. O jogo foi oficialmente anunciado na Famitsu em dezembro do mesmo ano. Um site foi colocado no ar dois dias depois tanto em inglês quanto japonês com uma mensagem de Kitase sobre a visão da equipe para o título. A alteração de seu nome foi anunciada em abril de 2015 durante uma transmissão online ao vivo realizada pela empresa. Ambos os títulos e seu logo inspiraram-se no conceito de uma fita de Möbius; por esta origem, Mevius foi mudado para Mobius. Isso também aparentemente foi feito como preparação para um lançamento internacional. Pré-registros para Mobius foram abertos no Japão em 27 de abril, com uma arma e item especiais ficando disponíveis para aqueles que se registrassem antecipadamente. Nenhuma localização foi anunciada em 2015, porém Kitase revelou que ela estava sendo considerada pela Square Enix. O produtor posteriormente comentou no aniversário de um ano do jogo que uma localização estava em desenvolvimento. Seu lançamento internacional acabou ocorrendo em 3 de agosto de 2016.
| Capítulo                                                                                                   | Lançamento                                                                                      |  |
| --- | ----------------------------------------------------------------------------------------------- |  |
| |                                                                                                 |  |
| Chapter 1: Blank Slate (第1章 空白の運命, Dai Isshō: Kūhaku no Unmei)                                      | - JP: 4 de junho de 2015 - WW: 3 de agosto de 2016                                              |  |
| Chapter 2: Prophecy and Hope (第2章 予言と希望, Dai Nishō: Yogen to Kibō)                                  | - JP: 1 de julho de 2015                                                                        |  |
| Chapter 3: Princess of the Battlefield (第3章 戦場の王女, Dai Sanshō: Senjō no Ōjo)                        | Parte I- JP: 1 de agosto de 2015 - WW: 5 de outubro de 2016 Parte II- JP: 1 de setembro de 2015 |  |
| Chapter 4 Prologue: A New Radiance (第4章プロローグ 新たなる輝き, Dai Yonshō Purorōgu: Aratanaru Kagayaki) | - JP: 1 de novembro de 2015                                                                     |  |
| Chapter 4: Illusion and Doubt (第4章 幻想と疑問, Dai Yonshō: Gensō to Gimon)                               | Parte I- JP: 1 de dezembro de 2015 Parte II- JP: 1 de janeiro de 2016                           |  |
| Chapter 5: Warrior of the Beginning (第5章 はじまりの戦士, Dai Goshō: Hajimari no Senshi)                  | Parte I- JP: 1 de abril de 2016 Parte II- JP: 1 de maio de 2016                                 |  |

## Recepção
Mobius teve mais de duzentos mil usuários cadastrados durante seu período de pré-registro no Japão. No ocidente, o número de pré-registrados ultrapassou a marca de 125 mil. O número de jogadores japoneses já tinha alcançado um milhão em 12 de julho de 2015, uma semana após seu lançamento. Kitase comentou após a estreia que a Square Enix considerou o título um sucesso por ter apresentado à comunidade portátil um produto com qualidade gráfica de consoles. O relatório anual da empresa de 2015 citou Mobius como um de seus jogos para celulares mais bem sucedidos, afirmando que os altos valores de produção quando comparados a outros jogos de celulares contribuiu para sua popularidade. Além disso, Mobius ficou entre os finalistas dos Prêmios Unity dentre os títulos para celulares na categoria "Melhor Experiência Visual 3D", também ficando entre os primeiros dos "Melhores da iTunes de 2015" no Japão.
A Dengeki Mobile avaliou o jogo antes de seu lançamento, elogiando a jogabilidade e a estratégia presente nos encontros randômicos e batalhas contra chefões iniciais, porém teve pequenas reservas sobre a qualidade geral do título inteiro já que não foi possível jogá-lo até o fim. A revista também afirmou que os jogadores poderiam encontrar algumas dificuldades nos confrontos dos chefões. A resenha resumiu a experiência como "simples, mas engajante". A Famitsu também gostou da jogabilidade e da apresentação, ecoando muitos dos elogios da Dengeki. A publicação afirmou que a performance técnica precisava ser ajustada para os diferentes celulares, pois a bateria dos dispositivos era drenada rapidamente quando Mobius era jogado nas configurações mais elevadas. A Famitsu recomendou que o título fosse jogado em tablets em vez de celulares. As resenhas ocidentais foram similarmente mistas, com Shaun Musgrave da Torch Arcade elogiando os visuais mas dizendo que a interface de usuário era um "pesadelo demasiado bagunçado". Toshi Nakamura da Kotaku examinou Mobius em julho de 2015 e achou que a jogabilidade era "monótona" e sem um enredo, porém reconheceu que vários capítulos ainda não tinham sido lançados.